# John Miles (musicista)
John Miles, pseudonimo di John Errington (Jarrow, 23 aprile 1949 – Newcastle upon Tyne, 5 dicembre 2021), è stato un cantante, chitarrista e tastierista inglese.

## Biografia
Nacque il 23 aprile 1949 a Jarrow, nella contea del Tyne and Wear, nel Nord Est dell'Inghilterra, vicino a Newcastle. Prima di iniziare la sua carriera solista nel 1971, John fu membro dei The Influence e dei The John Miles Set. Prese parte ad una tournée con Tina Turner e cantò anche in alcuni album degli Alan Parsons Project. Memorabili a questo proposito le sue interpretazioni dei brani The Cask Of Amontillado e Dr. Tarr & Prof. Fether, dall'album Tales of Mystery and Imagination - Edgar Allan Poe, dedicato da Alan Parsons ai racconti dell'autore americano Edgar Allan Poe, e soprattutto il brano La Sagrada Familia tratto dall'album Gaudi.
Il suo più grande successo fu Music del 1976, prodotto da Alan Parsons e con gli arrangiamenti orchestrali di Andrew Powell, brano del quale negli anni novanta il DJ italiano Mario Fargetta fece un remix dance. Partecipò al Festival di Sanremo 1977 come ospite. Apparve sia come solista che come accompagnatore in una delle più grandi manifestazioni europee, Night of the Proms. Cantò anche in alcune canzoni di Outrider, album di Jimmy Page. Nel 2017 vinse il premio "Outstanding Musical Achievement" al Progressive Music Awards.
John Miles è morto dopo una breve malattia il 5 dicembre 2021, all'età di 72 anni. Era padre di John Miles Jr., musicista anche lui.

## Discografia
- Rebel (1976)
- Stranger in the City (1977)
- Zaragon (1978)
- More Miles Per Hour (1979)
- Sympathy (1980)
- Miles High (1981)
- John Miles' Music (1982)(raccolta)
- Play On (1983)
- Transition (1985)
- John Miles Live in Concert (1992)
- Anthology (1993)
- Upfront (1993)
- Master Series (1998)
- Tom and Catherine (1999)
- Millennium Edition (1999)
- His Very Best (2000)
- Live in Concert (DVD) (2002)
- Tribute to the Rat Pack (2008)
- Best of Night of the Proms (2009)
- Decca Singles 1975-79 (2012)